# Алабама (река)
Алабама (на английски: Alabama River) е река в южната част на САЩ, в щата Алабама, вливаща се в Мексиканския залив. Дължината ѝ е 512 km (заедно с река Мобил 584 km, а заедно с дясната съставяща я река Куса 1035 km), а площта на водосборния басейн – 106 000 km².

## Извор, течение, устие
Река Алабама се образува на 36 m н.в., на около 10 km северно от град Монтгомъри, близо до град Ветумпка. от сливането на двете съставящи я реки Талапуса (лява съставяща) и Куса (дясна съставяща), извиращи от най-южните части на хребета Блу Ридж (съставна част на Апалачите) в щата Джорджия. По цялото си протежение река Алабама тече през Примексиканската низина с бавно и спокойно течение и множество меандри. В началото, до град Селма тече на запад, а след това – на юг-югозапад. На 72 km северно от град Мобил приема отдясно река Томбигби и двете заедно образуват двата ръкава Мобил (западен) и Тенсоу (източен), които се вливат в залива Мобил на Мексиканския залив при морското пристанище Мобил. Ширината и варира от 46 до 180 m, а дълбочината между 3 и 40 m.

## Притоци, хидроложки показатели
Основните притоци на река Алабама са: леви – Талапуса (426 km); десни – Куса (451 km), Кахаба (312 km), Томбигби (325 km). Подхранването ѝ е предимно дъждовно. Пълноводието ѝ е през пролетта, а маловодието през лятото, с епизодични летни прииждания в резултат от поройни дъждове във водосборния ѝ басейн. Средният ѝ годишен отток е 1790 m³/s.

## Стопанско значение, селища
На двете съставящи я реки са изградени две каскади от няколко големи язовира. На река Талапуса: „Харис“ и „Мартин“; на река Куса – „Уейс“, „Нейли Хенри“, „Логан Мартин“, „Лей“ и „Джордан“. Плавателна е за плитко газещи речни съдове до столицата на щата Алабама град Монтгомъри.
Подобно на името на щата, името на реката е от индиански произход. Няма консенсус какво точно означава името Алабама, теориите варират от „Тук си почиваме“, „Да режа/събирам растения/бурени“ до „Събирачи на билки“.
Реката е открита от испанския конкистадор Ернандо де Сото през 1540 г.